# Alberto Franco
Alberto Franco (Roma, 19 luglio 1991) è un doppiatore italiano.

## Biografia
In campo cinematografico ha prestato la voce ad attori quali Ben Attal, Dylan Arnold, Josh O'Connor, Jannik Schümann, Tyrel Jackson Williams, Jonathan Daviss e Shamier Anderson. Tra gli altri attori da lui doppiati Benjamin Wadsworth in Deadly Class, Marco Grazzini in Virgin River, Álvaro Rico in Élite, Nemo Schiffman in Mortale, oltre a Eduardo Franco nei film Self-Reliance, The Binge, It's a Wonderful Binge e nella serie-cult di Netflix Stranger Things.
Nel mondo dell'animazione è conosciuto per essere la voce di Takeru Takaishi in Digimon Adventure: Last Evolution Kizuna, Orel in Dililì a Parigi di Michel Ocelot e Dr. Hedo in Dragon Ball Super - Super Hero di Akira Toriyama.

## Doppiaggio

### Cinema
- Eduardo Franco in The Binge[4], It's a Wonderful Binge, Self Reliance
- Dylan Arnold in Mudbound, In corsa per la vita
- Ray Nicholson in Una donna promettente
- Josh O'Connor in Challengers[5]
- Daniel Henshall in Skin
- Shamier Anderson in John Wick 4[6]
- Carlos E. Gonzalez in West Side Story[7]
- Pierre-Benoist Varoclier in Rock'n Roll
- Julio Torres in Insieme per davvero
- Pierre Boulanger in 7 giorni a Entebbe
- Jannik Schümann in Submergence
- Tarik Frimpong in Il ritorno di Mary Poppins[8]
- Ludwig Simon in Il profumiere
- Jonathan Daviss in Do Revenge
- Bobby Lockwood in The Outpost
- Oscar Lesage in Forever Young - Les Amandiers
- Ben Attal in L'accusa
- Miles Robbins in My Friend Dahmer
- Evan Ross in Supremacy - La razza eletta
- James Paxton in The Fanatic
- Noah Centineo in Sierra Burgess è una sfigata
- Jason Burkey in L'arte della difesa personale
- Ally Cubb in L'Accademia del Bene e del Male
- Tyrel Jackson Williams in The Bachelors: Un nuovo inizio
- Emilio Sakraya in 60 minuti
- Nicholas Agnew in 1918 - I giorni del coraggio
- Drake Rodger in The In Between - Non ti perderò
- Justin Chon in Revenge of the Green Dragons
- Dominic Bogart in Il diritto di opporsi
- Sofus Ronnov in Paziente 64 - Il giallo dell'isola dimenticata
- Roger Berruezo in Eravamo canzoni
- Jon Heder in Un Natale da salvare
- Carter Redwood in Il destino di un soldato
- Daniel Fox in The Last Days of American Crime
- Marcello Cruz in Secret Team 355
- Benjamin Mascolo in After 5 - Capitolo finale
- Matt Hookings in Prizefighter - La forza di un campione
- Ashley Charles in Vampire Academy
- Thomas Rortais in Alice e il sindaco
- Alexander Arnold in Creation Stories
- Thibault Bonenfant in Jeanne du Barry - La favorita del re
- Huang Xiaoming in 800 eroi
- Francisco Romero in La società della neve
- Stanley Morgan in Ero una popstar
- Tran Vu Tran in Asterix & Obelix - Il regno di mezzo
- John Paul Reynolds in Quattro matrimoni e un funerale
- Jonas Smulders in Crypto Boy
- James Morosini in It's What's Inside
- Jared Abrahamson in Venom: The Last Dance
- Kasper Dalsgaard in Maybe Baby 2
- Nicholas Podany in Saturday Night
- Mark Prin Suparat in Ziam

### Televisione
- Álvaro Rico in Élite, Élite - Storie brevi,  El Cid, Sagrada Familia, Hasta el cielo - La serie, Il giardiniere
- Garrett Black in Mystery 101: Dead Talk, A Fatal Romance, The 27-Hour Day
- Marco Grazzini in Virgin River, A Taste of Summer, Deck the Halls
- Rene Moran in S.W.A.T., Le regole del delitto perfetto
- Eugene O'Hare in Marcella, Industry
- Lincoln Younes in Grand Hotel
- Benjamin Wadsworth in Deadly Class
- Eduardo Franco in Stranger Things[9]
- Nicholas Barasch in Riverdale
- Teo Olivares in Criminal Minds
- Timur Uelker in Squadra Speciale Cobra 11
- Sam Richardson in The Office
- Steven Maier in La fantastica signora Maisel
- Michael Segovia in Sposa per corrispondenza, Grey's Anatomy
- Zeus Taylor in Unbreakable Kimmy Schmidt
- Némo Schiffman in Mortale
- Gilian Petrovski in Little Murders by Agatha Christie
- Park Hyung Sik in Soundtrack #1
- Lloyd Everitt in The Sandman
- James Majoos in Heartbreak High
- Leo Sheng in The L Word: Generation Q
- Yang Se-jong in Doona!
- Vincent Redetzki in Squadra Speciale Colonia
- Benedict Samuel in The Julian Assange Story
- Manuel Masalva in Narcos: Messico
- Hubert Benhamdine in Alice Nevers: professione giudice
- Jalon Howard in Everything Sucks!
- Kristyan Ferrer in Coyote
- Drew Matthews in She-Hulk: Attorney at Law
- Guillermo Díaz in Broad City
- Jesse C. Boyd in Hap and Leonard
- Christopher Gerard in Arrow
- Eddie Ramos in Animal Kingdom
- Dino Petrera in Non ho mai...
- Ryan Bell in Legends of Tomorrow
- Matthew Currie Holmes in House Under Siege
- Guilherme Babilonia in Motherland: Fort Salem
- Alexander Koch in Lucifer[10]
- Esteban Ocon in Formula 1: Drive to Survive
- Brennan Martin in Outlander
- Daniel Diemer in L'uomo nell'alto castello
- Landon Norris in Slasher - Solstizio
- Kaine Zajaz in The Witcher
- Bowen Yang in High Maintenance
- A.J. Simmons in From
- Charlie McDermott in Future Man
- Bruni Makaya in Marianne
- Thomas King in Un altro domani
- Tristan Zanchi in The Walking Dead: Daryl Dixon
- Trey Santiago-Hudson in The Walking Dead: Dead City

### Film d'animazione
- T.K. Takaishi in Digimon Adventure: Last Evolution Kizuna[11]
- Orel in Dililì a Parigi[12]
- Dyst in Fairy Tail The Movie: Phoenix Priestess
- Pandi in Unicorn Wars[13]
- Frederich Chopin in Lupin III - Addio, amico mio[14]
- Hazel in Maquia - Decoriamo la mattina dell'addio con i fiori promessi
- Balmer #1 in Lupin III - Prigioniero del passato
- Dottor Hedo in Dragon Ball Super: Super Hero
- Nikolai Krasotkin in L'impero dei cadaveri
- Capitano in Estinti... o quasi
- Apollo in Cyborg 009 vs Devilman
- Ivan in Il trenino Thomas - La grande corsa
- Normal Nate in Tartarughe Ninja - Caos mutante

### Serie animate
- Sting Eucliffe (2°voce) in Fairy Tail, Fairy Tail: 100 Years Quest
- Sun Tzu in I Simpson
- Montel in Big Mouth[15], Human Resources
- Steven in Lastman
- Kohei Yamanami in Sky Violation
- Cleytus in PAW Patrol
- Cluckins in Mao Mao e gli eroi leggendari
- Gary in Star Trek: Lower Decks
- Cheetu in Hunter × Hunter
- Reeve in The Hollow
- Timothy in Il trenino Thomas
- Blei in Frieren - Oltre la fine del viaggio
- Rosenthal in The Drakers
- Dott. Thomas in Dinofroz
- Hermes in Blood of Zeus[16]
- Elzen in Übel Blatt
- ChickenBear in Mighty Magiswords
- Utaishima in Blue Period
- Hub in Chiedi agli StoryBots
- Cheddar in We Bare Bears - Siamo solo orsi
- Herb in Le avventure di Kid Danger
- Mamezo in High Score Girl
- Idwal in Dota: Dragon's Blood
- Asso in Spy Kids: Missione Alfa
- Domingo in Lupin III - Terza serie
- Taiga Tsugeura in Wind Breaker
- Rintaro Suna in Haikyu!!
- Lampo Max in One-Punch Man[17]
- Jung Yoontae in Solo Leveling
- Diesel (2°voce) in Il trenino Thomas - Grandi avventure insieme

### Videogiochi
- Medico in UFO Robot Goldrake: Il banchetto dei lupi (2023)[18]